# Богданов, Григорий Карпович
Григорий Карпович Богданов — Русский дипломат XVII века, думный дьяк Русского царства.

## Биография
Григорий Богданов — представитель русского дворянского рода; появляется в летописях в 1649 году, когда, имея звание подьячего, был послан, вместе с Григорием Арефьевичем Нероновым, к Богдану Хмельницкому для вручения гетману царской грамоты; сохранился статейный список этого посольства.
В 1650 году Г. К. Богданов состоял при великих послах царских в Варшаве, Григории Пушкине со товарищи, и снова послан был ими к гетману (с Петром Протасьевым), чтобы добиться выдачи самозванца Тимошки Анкудинова. Вернувшись в Москву в 1651 году, Богданов привез много интересных для московского правительства новостей, и сообщил царю мнение гетмана И. Е. Выговского о положении дел в Малороссии.
В 1654 году Григорий Карпович Богданов находился в царском стане под Смоленском и был послан оттуда с царской грамотой к Протасову, который был тогда в Фастове у Хмельницкого. Осенью того же года он, по поручению царя Алексея Михайловича, возмущённого длительным бездействием гетмана Хмельницкого, опять едет из-под Смоленска к гетману, вместе с Иваном Ржевским, чтобы побудить Хмельницкого двинуться с казаками на Литву и чтобы собрать вести о малороссийских делах.
В 1656 году подьячий Богданов ездил в Вену для переговоров о способе примирения с Польшей через посредство цесаря. В том же году Богданов, уже дьяк Малороссийского приказа, приезжал в Чаусы для переговоров с полковником Иваном Нечаем (зятем Богдана Хмельницкого).
В 1657 году Григорий Карпович Богданов был послан к герцогу курляндскому с извещением о намерении царя помириться с шведами.
В 1658 году Богданов, служа дьяком в разряде, состоит приставом при посланнике венгерского и чешского короля и участвует в торжественной встрече грузинского царя Теймураза.
В 1661 году предполагалось послать Богданова в Англию с Василием Волынским, но это посольство не состоялось. В 1661—1662 гг. он был приставом при цесарском после, причем именуется дьяком новой четверти, а в 1662—1663 гг. он ездил в Польшу с Ординым-Нащокиным для ведения дипломатических переговоров.
В 1664 году Богданов вновь упоминается в Москве, где служил приставом при цесарском после.
В следующем году ему снова указано быть дьяком новой чети, но в то же время он продолжает дипломатическую службу: его посылают в Польшу, чтобы подготовить почву для мирных переговоров, и в апреле 1665 года он пишет царю из Могилёва, а в мае убеждает панов в Варшаве принять посредничество цесаря и датского короля; паны на устройство совещаний о мире согласились, но от посредничества отказались наотрез; с тем Богданов и вернулся в августе месяце в Москву, где в сентябре месяце ему поручено было встретить приехавшего к царю гетмана Ивана Брюховецкого и быть при нем в приставах.
С февраля 1666 года по январь 1667 года Григорий Карпович Богданов, именуемый дьяком то Посольского, то Малороссийского приказа, находился в Андрусове при Ордине-Нащокине и вел с польскими уполномоченными переговоры, закончившиеся известным перемирием, в 1667—1668 гг. ездил с Нащокиным в Польшу для подкрепления мирного постановления, а в 1669 году был послан с князем Ромодановским и Артамоном Сергеевичем Матвеевым на раду в Глухов.
В 1671 году Григорий Богданов получил сан думного дьяка и, заседая вместе с А. С. Матвеевым в приказах: Посольском, Малороссийском, Новгородском и Приказе Большого прихода, продолжал дипломатическую деятельность; в 1671 году он участвовал в съезде и переговорах с шведскими послами и в заключении мирного договора с Польшей, в 1672 году производил сыск над Васькой Многогрешным.
В 1673 году Богданов заключал вместе с окольничим Артамоном Матвеевым и дьяком Яковом Поздышевым договорную запись о возобновлении торговли с Арменией и другими странами, находившимися в сфере влияния Персии; договор этот возобновлял собой прежний договор о торговле, прервавшийся на некоторый промежуток времени после кончины в 1667 году шаха Аббаса II.
В 1674 году вел переговоры с шведскими послами в Москве, а затем допрашивал самозванца, выдававшего себя за царевича Симеона; в 1675 году он продолжал переговоры со шведами, в 1676 году предполагалось послать его вместе с Волынским и Толочановым к цесарю. В то же время он нередко упоминается на торжественных встречах и приемах иностранных посольств в Москве, на пирах у царя и патриарха, в церковных торжествах и процессиях и т.п.
В 1676 году: в чине думного дьяка Посольского приказа, организатор и участник церемонии венчания на царство Фёдора Алексеевича (13 июня 1676), которому был поручен надзор за порядком всего торжества. В том же году Г. К. Богданов приводил москвичей к присяге новому царю Фёдору Алексеевичу в Успенском соборе «во всю ночь», а в следующие года постоянно упоминается среди лиц, близких к царю и избираемых им для различных почётных поручений.
По указу (от 04 июля 1677) Григорий Карпович назначен одновременно в приказы Большого прихода и Большой казны на должность судейского товарища (помощника или заместителя главы приказов). Являлся дьяком Киевской приказной избы (1677—1679). В качестве 2-го посла участвовал на съезде со шведскими уполномоченными по поводу демаркации границ и заключения мира (1679—1680).
Имел в поместном владении 49 дворов (1678).
В 1682 году, во время стрелецкого бунта, Григорий Богданов, как старый сослуживец и близкий человек Матвеева, был причислен стрельцами к нарышкинской партии, и вожаки мятежа требовали его выдачи. Заявление, что Богданова нет во дворце, спасло ему жизнь, но через пять дней стрельцы потребовали его ссылки, и это требование было исполнено. Однако в 1684 году Богданов вновь служил при дворе «в прежнем почете».
Последнее летописное упоминание о Григорие Карповиче Богданове датируется 1685 годом.